# 원성욱
원성욱(元晟旭, 1984년 ~ )은 대한민국 출신의 아마 바둑 기사이다.

## 약력
서울에서 태어나  스승 권갑용 도장에서 배웠다. 친동생 원성진 프로 9단이다.  아버지 원익선, 어머니 윤재경이다.